# 𐤋
La lamd (𐤋‏‏) es la duodécima letra del alfabeto fenicio. Representaba el sonido sonante, oral, lateral y alveolar transliterado como /l/. De esta letra derivan la lamed siríaca (ܠ), la lámed hebrea (ל), la lām árabe (ﻝ), la lambda (Λ) griega, la L latina y la Л cirílica.

## Historia
Probablemente la lamd deriva de un glifo con el significado de «aguijada», aunque se ha sugerido asimismo que se representara un «cayado».
| Egipcio | Protosinaítico | Fenicio |
| ------- | -------------- | ------- |
| 𓋿       |                | 𐤋       |

Generalmente se considera que la letra tuvo su origen en la representación de una aguijada para bueyes, es decir, una picana para ganado, o un cayado de pastor, es decir, un bastón pastoral. En protosemita una aguijada se llamaba * lamed-.

### Correspondencia egipcia
| l |

| l |

En idioma egipcio no existía el sonido de /l/, por lo que originalmente no había ningún signo para representarlo. Con la conquista griega de Egipto se adaptó el jeroglífo del león para representar este sonido que era foráneo en esa tierra pero aparecía en nombres reales tan importantes como el de Alejandro Magno, Ptolomeo o Cleopatra. 

### Evolución
| Fenicio | Púnico | Arameo   | Arameo  | Arameo | Arameo    |
| Fenicio | Púnico | Imperial | Nabateo | Hatreo | Palmireno |
| ------- | ------ | -------- | ------- | ------ | --------- |
|         |        |          |         |        |           |

## Descendientes

### Alfabeto árabe
La letra se llama lām y se escribe de varias formas dependiendo de su posición en la palabra:
| Posición | Aislada | Final | Media | Inicial |
| -------- | ------- | ----- | ----- | ------- |
| Forma:   | ل       | ـل    | ـلـ   | لـ      |

### Alfabeto hebreo
Recibe el nombre lámed (לָמֶד) y representa el sonido de una aproximante lateral alveolar /l/. 

## Unicode
| Carácter      | 𐎍                     | 𐎍                     | 𐡋                              | 𐡋                              | 𐤋                       | 𐤋                       |
| ------------- | --------------------- | --------------------- | ------------------------------ | ------------------------------ | ----------------------- | ----------------------- |
| Unicode       | UGARITIC LETTER LAMDA | UGARITIC LETTER LAMDA | IMPERIAL ARAMAIC LETTER LAMEDH | IMPERIAL ARAMAIC LETTER LAMEDH | PHOENICIAN LETTER LEMDA | PHOENICIAN LETTER LEMDA |
| Codificación  | decimal               | hex                   | decimal                        | hex                            | decimal                 | hex                     |
| Unicode       | 66445                 | U+1038D               | 67659                          | U+1084B                        | 67851                   | U+1090B                 |
| UTF-8         | 240 144 142 141       | F0 90 8E 8D           | 240 144 161 139                | F0 90 A1 8B                    | 240 144 164 139         | F0 90 A4 8B             |
| Ref. numérica | &#66445;              | &#x1038D;             | &#67659;                       | &#x1084B;                      | &#67851;                | &#x1090B;               |

| Carácter      | ܠ                    | ܠ                    | ࠋ                      | ࠋ                      |
| ------------- | -------------------- | -------------------- | ---------------------- | ---------------------- |
| Unicode       | SYRIAC LETTER LAMADH | SYRIAC LETTER LAMADH | SAMARITAN LETTER LABAT | SAMARITAN LETTER LABAT |
| Codificación  | decimal              | hex                  | decimal                | hex                    |
| Unicode       | 1824                 | U+0720               | 2059                   | U+080B                 |
| UTF-8         | 220 160              | DC A0                | 224 160 139            | E0 A0 8B               |
| Ref. numérica | &#1824;              | &#x720;              | &#2059;                | &#x80B;                |